# Макитра

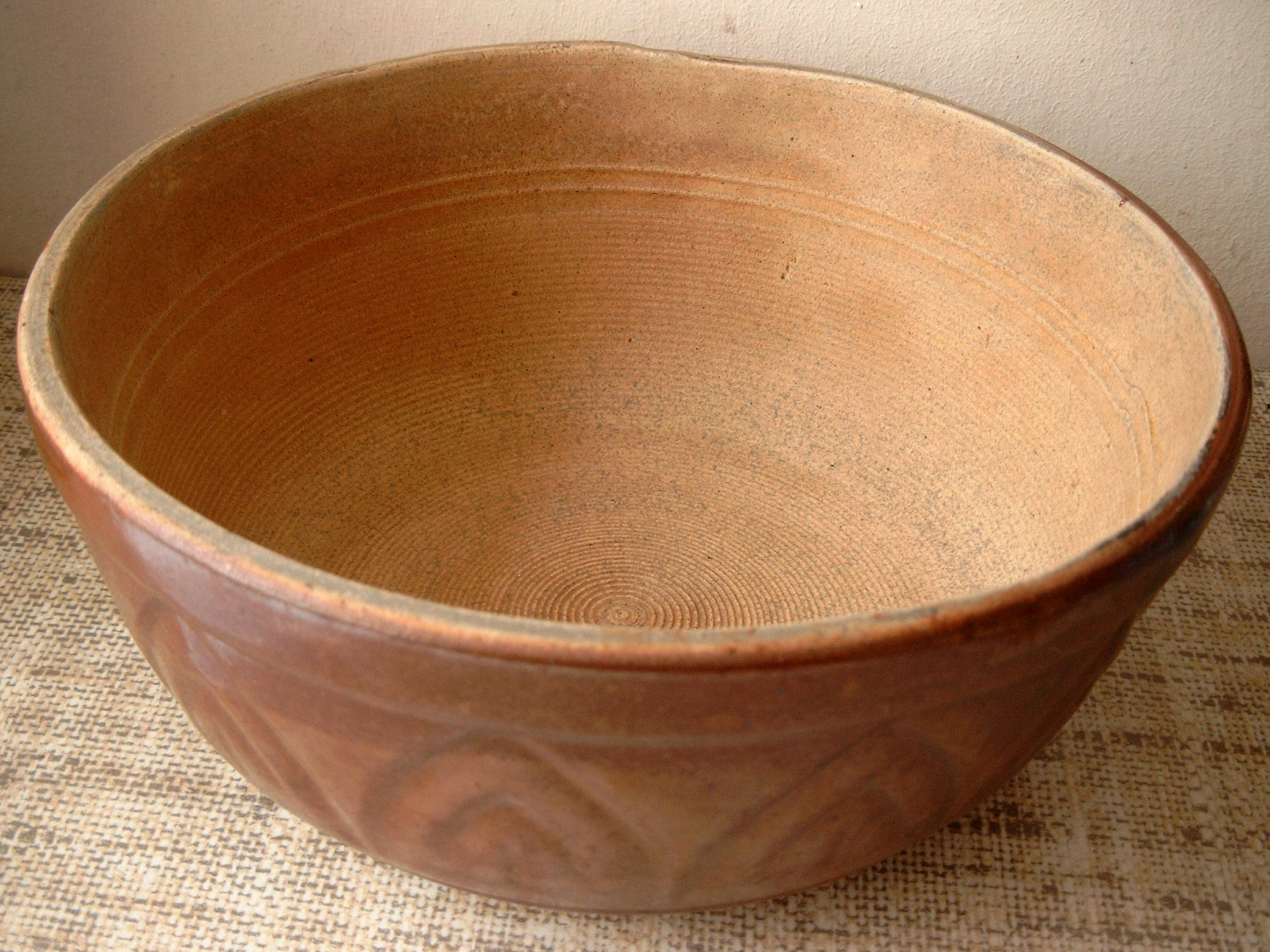
Макитра

Маки́тра (мако́тра, макоте́рть, укр. макітра, бел. макацёр, макотра, цёрла, цёрніца, вярцега, мяліца, рус. макальник) — у восточных славян широкий глиняный конусообразный горшок с шероховатой внутренней поверхностью. Основное его назначение — перетирания маковых, конопляных или льняных семян макогоном. Белорусы и украинцы часто использовали макитру для приготовления хлебного теста. Иногда использовали для приготовления в печи овощей, а также творога, подогревая кислое молоко.
Считается, что при перетирании мака в макитре он сохраняет аромат лучше, чем при перемалывании. Раньше специальные большие макитры использовались также для мытья посуды.

## Этимология
Слово «макитра» образовано из двухсоставного *макотьра, *макотьрть от «мак» и «тере́ть, тру». Форма на -и- объясняется как заимствование из украинского.

## Традиции

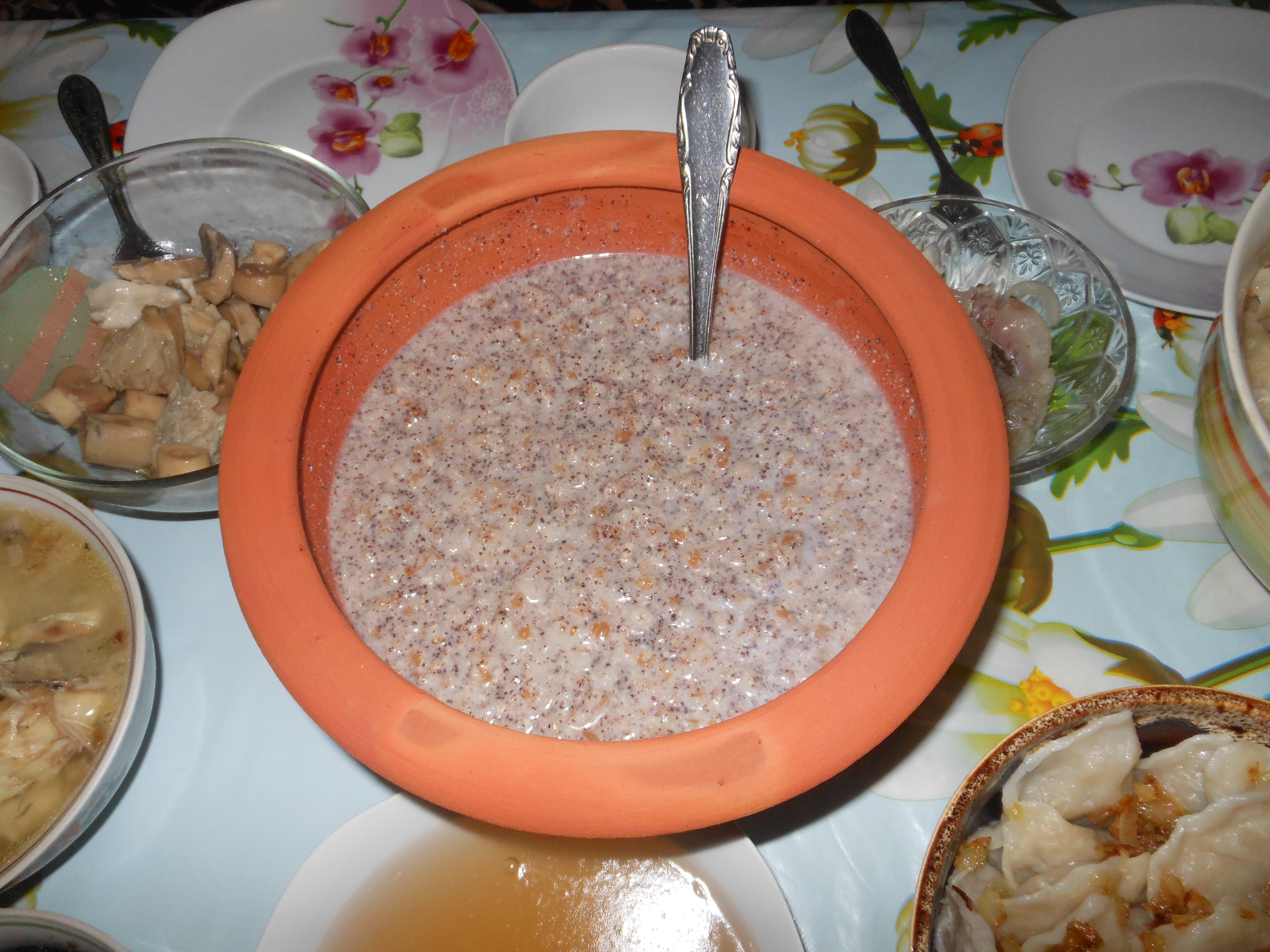
Кутья в макитре на Рождество

Традиционно на Украине мак для рождественской кутьи должен был перетирать мужчина, отец семейства. При этом он читал молитву. В этом обычае макитра символизирует женское начало, а макогон — мужское. Часто перед Рождеством специально покупали новую макитру и макогон.
Существовал следующий свадебный обычай, связанный с макитрой. После свадебного обеда гости жениха переодевались: старые в молодых, а молодые в стариков. Макитру наполняли пирогами, украшали цветками и разноцветными лентами и вручали старостихе. Она танцевала с макитрой, и все гости отправлялись к родителям невесты. Это шествие называли «идут с пирогами». Танец с макитрой продолжался на протяжении всего пути. Родители невесты приглашали гостей к столу, где на видном месте сидела старостиха с макитрой. Гости невесты подходили к ней, а она угощала их пирогами. После обеда гости возвращались назад с макитрой, полной пирогов, которые напекла мать невесты для молодых и сватов.

## Загадки
- На голові ярмарок, на животі шарварок, між ногами ґвалт. (макогон и макитра)
- Батько з лісу, мати з базару, а діти з городу. (макогон, макитра и мак)